# Joan Cortés i Vidal
Joan Cortés i Vidal (Barcelona, 1898 - Santander, 1969) fou periodista, crític de teatre i d'art i professor d'història de l'art.
Col·laborà, a diaris com D'Ací i d'Allà, Mirador, Gaseta de les Arts, Art, Mirador i El Be Negre. Fou un dels fundadors i el guia estètic del grup dels evolucionistes (1917). De gran cultura i sentit de l'humor, conegudes eren les seves bromes amb el seu ull de vidre.
Després de la Guerra Civil va continuar exercint com a crític a Destino (des del 1948) i a La Vanguardia (des del 1955). Col·laborà al Butlletí dels Museus en les seves dues etapes i dirigí la revista anual Sitges. Va escriure sota diferents pseudònims com Juan Barcino, Codorniu, Freixenet, Pedro Ciruelo o Adam Coscoll. Fou un dels recreadors de l'antiga penya de La Punyalada. Fou professor d'història de l'art a l'escola de Llotja i acadèmic electe de Sant Jordi (1965). Reuní un important arxiu que fou donat a la Biblioteca dels Museus d'Art de Barcelona. La seva biblioteca particular també fou donada a l'Escola Massana.

## Obres
Publicà diferents monografies tant en català com en castellà 
- Juan Serra, pintor (1942)
- Gimeno (1949)
- Bosch-Roger (1959)
- Joan Vila-Puig (1964)
- Francesc Serra (1965)
- Pintores frente al mar (1969)

Un recull dels seus escrits dispersos ha estat publicat amb el títol de Setanta anys de vida artística barcelonina (1980).